# Francisco de Paula Vallet y Arnau

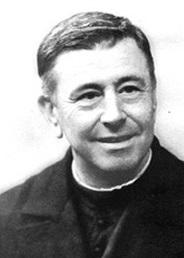
Francisco de Paula Vallet y Arnau

Francisco de Paula Vallet y Arnau SJ (* 14. Juni 1883 in Barcelona; † 13. August 1947 in Madrid) war ein spanischer römisch-katholischer Geistlicher, Jesuit und Ordensgründer. Er steht am Anfang der Pfarrei-Mitarbeiter von Christkönig CPCR.

## Leben und Werk

### Der Jesuit
Vallet wuchs in Barcelona als Sohn eines Bauunternehmers auf. Nach Besuch des Jesuitenkollegs Casp studierte er in Barcelona ohne festes Studienziel. Als er 1907 in eine Existenzkrise geriet, absolvierte er in Manresa Ignatianische Exerzitien und trat in den Jesuitenorden ein. Schon während des Noviziats in Gandia begann er eine intensive Evangelisierungskampagne in der Umgebung und in Valencia. Nach der Priesterweihe wurde er 1920 zum Tertiat nach Manresa geschickt und beauftragt, Exerzitien abzuhalten.

### Die Exerzitien
Um die Ignatianischen Exerzitien zu einem schlagkräftigen Instrument der Volksfrömmigkeit zu machen, verkürzte Vallet sie von vier Wochen auf fünf Tage, ohne jedoch die Substanz zu opfern. Aufgrund seiner charismatischen Persönlichkeit und seines rastlosen Engagements gelang es ihm, von 1923 bis 1927 in Katalonien mehr als 12 000 Menschen zur Teilnahme an seinen Exerzitien zu bewegen. Daraus erwuchs ihm die Idee einer Reform der Gesellschaft durch ihre vollständige Verwandlung in katholische Kirche mittels der Exerzitien. Bestrebungen in Richtung einer Verkirchlichung der Öffentlichkeit waren gleichzeitig in Spanien vom Opus Dei und in Frankreich unter dem Schlagwort der „sozialen Herrschaft Jesu Christi“ ausgegangen (Henri Ramière) und hatten 1925 zu der von Marthe de Noaillat erreichten Enzyklika Quas primas von Pius XI. geführt. Auch die vom Papst 1926 als zu politisch verbotene Action française hatte vergleichbare Bestrebungen. Schließlich kam ihm seit 1922 die ebenfalls von Pius XI. unter dem Namen Katholische Aktion geförderte Laienbewegung entgegen, die ihn jedoch später als zu konservativ bekämpfte.

### Uruguay, Spanien, Frankreich
1927 beschloss er die Gründung eines Werkes der Pfarrexerzitien und trat dazu aus dem Jesuitenorden aus. 1928 gründete er die Kongregation der Pfarreimitarbeiter von Christkönig (lateinisch: Congregatio Cooperatorum Paroesialium Christi Regis). Da er sich weigerte, auf Spanisch (statt Katalanisch) zu predigen, wurde er von keinem spanischen Bischof in seinem Bistum inkardiniert und musste 1929 mit seinen Getreuen nach Uruguay ausweichen, wo er mit Unterstützung von Bischof Tomás Gregorio Camacho von Salto (1919–1940) das Exerzitienwerk fortsetzte, das sich 1929 und 1931 durch die Enzykliken Mens nostra und Quadragesimo anno unterstützt fühlen durfte. 1932 kehrte er nach Spanien zurück, konnte sich aber dort nicht halten und wich 1934 nach Frankreich aus, wo ihn Bischof Camille Pic (1932–1951) im Valence aufnahm und ihm das Haus Nazareth für geistliche Übungen in Chabeuil zuwies. Den Pfarrei-Mitarbeitern von Christkönig fügte Vallet 1943 die Pfarrei-Mitarbeiterinnen von Christkönig hinzu (in Spanien bereits 1938 von Vallets Schwester gegründet).

### Tod in Spanien
Als streng orthodoxer Dogmatiker geriet Vallet in Frankreich in Konflikt mit den modernistischen Tendenzen der dortigen Katholischen Kirche. Seine Hinneigung zum Vichy-Regime wurde ihm 1944/1945 zum Verhängnis, und er musste in das Spanien Francos wechseln, wo er 1945 das Haus Casa Cristo Rey in Canillejas (Madrid) eröffnete, das wenig später nach Pozuelo de Alarcón verlegt wurde. Er starb 1947 im Alter von 64 Jahren an einem Herzinfarkt. Eigenen Angaben zufolge hatten an seinen Exerzitien insgesamt 100 000 Menschen teilgenommen. Seine Ordensgemeinschaft erhielt 1979 von Papst Johannes Paul II. die päpstliche Anerkennung. Aus ihr ging daneben die von Augustin-Marie Joly OSB (1917–2006) gegründete Abtei Saint-Joseph de Clairval in Flavigny-sur-Ozerain hervor.

## Werke (postum)
- Reglas de los Cooperadores Parroquiales de Cristo Rey. Garayo, Pamplona 1972.
- Epistolario (A) Colección Guinart. Garayo, Pamplona 1975.
- Unión y verdad. Antología de textos del P. Vallet. Casa de San Giuseppe, Rom 1975.
- Fuentes de un carisma. Cooporadores Parroquiales de Cristo Rey, Madrid 1976.
- Livre de prières, de chants et d’exercices spirituels de Saint Ignace de Loyola utilisé dans les retraites données selon l’esprit et les normes du T.R.P. François de Paule Vallet. Ohne Ort 2014.